# Harlem Globetrotters (serie animada)
Harlem Globetrotters es una serie de dibujos animados que se emitía los sábados por la mañana, creada por la productora estadounidense Hanna-Barbera y coproducida junto con CBS Productions, con versiones animadas de los jugadores del famoso equipo de baloncesto, los Harlem Globetrotters.
Transmitida del 12 de septiembre de 1970 al 2 de septiembre de 1972 en CBS Saturday Morning, con repeticiones desde el 10 de septiembre de 1972 al 20 de mayo de 1973, y luego retransmitida del 4 de febrero al 2 de septiembre de 1978 en NBC bajo el título The Go-Go Globetrotters, la serie contó con versiones animadas de George "Meadowlark" Lemon, Freddie "Curly" Neal, Hubert "Geese" Ausbie, J.C. "Gip" Gipson, Bobby Joe Mason, y Paul "Pablo" Robertson, junto con su conductor y gerente de autobús ficticio, Granny, y su perro mascota, Dribbles. El base Leon Hillard originalmente estaba planeado para estar en la serie, pero fue cortado del elenco antes del inicio de la producción.
La serie trabajó en una fórmula en la que el equipo viaja a algún lugar y generalmente se involucra en un conflicto local que lleva a uno de los Globetrotters a proponer un juego de baloncesto para resolver el problema. Para asegurar la derrota de los Globetrotters, los villanos manipulan el juego; sin embargo, antes de la segunda mitad del partido, el equipo siempre encuentra una manera de igualar las condiciones, volverse casi invencible y ganar el juego.

## Retransmisión televisiva de la serie
Finalmente fueron producidos 22 episodios de Harlem Globetrotters: 16 para la temporada de 1970-1971, y seis más para la temporada 1971-1972. Harlem Globetrotters tiene un lugar en la historia como la primera caricatura de los sábados por la mañana en presentar un elenco predominantemente afroamericano; The Hardy Boys de Filmation había sido el primero en presentar un personaje afroamericano el año anterior. Otra serie de Hanna-Barbera, Josie and the Pussycats, se estrenó 30 minutos antes que Harlem Globetrotters el mismo día, en la misma cadena televisiva, y fue la primera caricatura de los sábados por la mañana en presentar un personaje femenino afroamericano. Como muchas otras caricaturas de la época de los sábados por la mañana, los episodios de la primera temporada utilizaron una grabación de risas de fondo. En la segunda temporada, el audio de risas completo fue reemplazado por una versión inferior creada por el estudio.
Después de su cancelación, los Globetrotters animados hicieron tres apariciones en Las nuevas películas de Scooby-Doo de Hanna-Barbera en 1972 y 1973. Dribbles, que no apareció en el programa, estaba en la secuencia de la canción del tema; también se hicieron varias referencias a Granny, que tampoco apareció. Hanna-Barbera produjo una segunda serie animada protagonizada por los Globetrotters en 1979 llamada The Super Globetrotters, esta vez presentando a los jugadores como superhéroes. En la primavera de 1999, TV Land emitió repeticiones de Harlem Globetrotters los sábados por la mañana como parte de su línea de TV Land Super Retrovision Saturdaze. La serie no se ha vuelto a emitir desde entonces.
La serie fue una coproducción de Hanna-Barbera y CBS Productions (una de las pocas series animadas de televisión que CBS produjo directamente). Los derechos de sindicación fueron originalmente propiedad de Viacom Enterprises y más tarde de Paramount Domestic Television que anteriormente era propiedad de CBS como su extensión de sindicación. Actualmente están en manos de CBS Television Distribution.

## Personajes
- Hubert Ausbie alias "Geese": Es capaz de dividirse en muchos (como Multihombre de los Imposibles)
- Nate Branch : Es capaz de convertirse en un líquido (como Fluidhombre)
- Twiggy Sander: Spaghetti man (Como Cangurhombre)
- Louis "Sweet Lou" Dumbar: Gizmoman tiene la habilidad de parar o de sujetar cualquier cosa, con su exuberante cabellera afro (tal y como lo hace el Capitán Cavernícola).
- Freddie "Curly" Neal: Esferaman. Tiene el poder de convertirse en un balón de baloncesto.

## Episodios
1. The Great Geese Goof-Up
2. Football Zeros
3. Hold That Hillbilly
4. Bad News Cruise
5. Rodeo Duds
6. Double Dribble Double
7. Heir Loons
8. From Scoop To Nuts
9. What A Day For A Birthday
10. It's Snow Vacation
11. The Great Ouch Doors
12. Hooray For Hollywood
13. Shook-Up Sheriff
14. Gone To The Dogs
15. The Wild Blue Yonder
16. Long Gone Gip
17. A Pearl Of A Game
18. Nothing To Moon About
19. Pardon My Magic
20. Granny's Royal Ruckus (1971)